# Four to Doomsday
Four to Doomsday (Quatre jours avant l'apocalypse) est le cent-dix-septième épisode de la première série de la série télévisée britannique de science-fiction Doctor Who. Cet épisode fut originellement diffusé sur la BBC en quatre parties du 18 au 26 janvier 1982.

## Accroche
Tentant de ramener Tegan sur Terre, le Docteur atterrit sur un vaisseau spatial en orbite autour de la planète. Son occupant, le Monarque, semble être venu plusieurs fois et son vaisseau est peuplé par des représentants issus de civilisations disparues. Mais ses desseins s'avèrent ne pas être aussi philanthropiques qu'il le prétend.

## Distribution
- Peter Davison — Le Docteur
- Matthew Waterhouse  — Adric
- Sarah Sutton — Nyssa
- Janet Fielding — Tegan Jovanka
- Stratford Johns — Le Monarque
- Annie Lambert — Illumination
- Paul Shelley — Persuasion
- Philip Locke — Bigon
- Nadia Hammam — Villagra
- Burt Kwouk — Lin Futu
- Illarrio Bisi Pedro — Kurkutji

## Résumé
Alors qu'il cherche à ramener Tegan sur Terre, le Docteur fait atterrir le TARDIS sur ce qui semble être un vaisseau alien géant. Dans leur exploration, ils se retrouvent séparés d'Adric et de Nyssa, tandis qu'ils font la rencontre du commandant du vaisseau, une créature bedonnante à la peau verte qui s'intitule le "Monarque" et dit être le dirigeant de la planète Urbanka. Lui et ses associés, Illumination et Persuasion, ont visité 4 fois la Terre à différentes époques et ont à chaque fois ramené des êtres humains issus de la civilisation alors la plus avancée. Tandis que le Docteur et Tegan font leur connaissance, Illumination et Persuasion prennent une forme humaine vêtue d'un habillage moderne.
Le Docteur et ses compagnons font la connaissance des différentes cultures présentes dans le vaisseau : des grecs antiques dont le chef est le philosophe Bigon, des mandarins chinois et leur chef Lin Futu, la princesse Villagra une représentante de la civilisation maya et Kurkutji et ses hommes, des aborigènes australiens. Il apparaît que les Urbankiens ont emmené dans leur voyage plus de 3 millions d'êtres humains depuis leur première venue, mais à cause de perturbations solaires, leur nouveau voyage ne peut se concentrer que sur 4 jours. Bientôt, Bigon confie au Docteur et à Tegan qu'il n'est plus humain du tout et que son corps a été entièrement robotisé.
Tout en découvrant que le Monarque a changé tous les humains qu'il avait invité dans son vaisseau en androïdes obligés de lui obéir. le Docteur s'aperçoit que le vaisseau transporte un gaz capable de tuer l'humanité entière. Il s'avère que le Monarque à complètement détruit Urbanka en épuisant ses ressources et qu'il s'apprête à faire la même chose avec la Terre. Son but est d'aller plus vite que la lumière et de remonter dans le temps afin de rencontrer Dieu. Se pensant tout puissant, il pense que lors de sa rencontre avec Dieu, il se retrouvera face à lui-même. La tension entre lui et le Docteur commence à s'accroître tandis que le Monarque réussi à mettre Adric de son côté et que ses acolytes  enlèvent Nyssa afin de la changer en androïde.
Le Docteur réussit finalement à convaincre Adric de la nocivité du Monarque et avec l'aide de Bigon et des autres androïdes, ils entament une révolution à bord du vaisseau. Illumination et Persuasion sont court-circuités et le Monarque, aspirant son propre poison se retrouve réduit à l'état miniature. Les androïdes prennent le contrôle du vaisseau et décident de fonder une nouvelle planète, pendant que de le Docteur et ses compagnons repartent dans le TARDIS. De retour dans la salle de contrôle, Nyssa s'écroule tout à coup.

### Continuité
- Le Docteur tente de ramener Tegan à l'aéroport d'Heathrow, l'endroit où elle est censée aller au début de « Logopolis.» On apprend que la date de départ de Tegan dans le vaisseau du Docteur est le 28 février 1981 et que son avion part à 17 heures 30.
- L'épisode se termine sur un cliffhanger qui est résolu dans « Kinda.»
- Le Docteur peut sortir dans l'espace sans protection, une faculté qu'il avait dans « Nightmare of Eden» et qu'il réutilise dans « Le Docteur, la Veuve et la Forêt de Noël.»
- Ce n'est pas la première fois qu'Adric est utilisé par des opposants du Docteur, mais cette fois-ci, il l'est de son plein gré, là où autrefois il s'agissait d'une ruse (« State of Decay») ou d'une contrainte (« Castrovalva.»)

## Production

### Écriture
L'idée originale de cet épisode fut proposé par le réalisateur de  « Meglos», Terence Dudley à la production de Doctor Who comme une satire de la bureaucratie. Commandé par l'ancien producteur exécutif Barry Letts, l'épisode devait s'intituler au départ “Day of Wrath” ("Le jour de la colère.")
Il fut décidé que cet épisode serait filmé en premier, même si ses évènements ne devaient arriver qu'après le second épisode, le 5e Docteur devant être en pleine capacité de ses facultés afin d'affronter le Monarque.
Il fut question durant l'écriture de cet épisode par le producteur John Nathan-Turner, que le personnage de Nyssa parte de la série, mais Peter Davison s'y opposa, trouvant que ce compagnon était le "plus en phase" avec sa vision du Docteur. Toutefois, l'épisode prochain ayant été écrit sans prendre en compte ce personnage, Nyssa tombe malade à la fin de cet épisode. À cette période, il fut décidé qu'Adric devait disparaître à la fin de la saison, celui-ci marchant moins avec la série à ce qu'on l'avait imaginé originellement.

### Pré-production
C'est dans la production de cet épisode que le costume du  5e Docteur fut défini. L'idée était d'habiller le nouveau Docteur de manière sportive. Un polo fut envisagé, mais Peter Davison opta pour le costume de cricket, un sport qu'il pratiquait et qu'il aimait. Il fut décidé d'ajouter des points d'interrogation sur son col, ainsi qu'une branche de céleri afin de souligner son côté inhabituel et fantasque.
Peter Davison resta assez longtemps sans indication sur la façon dont il devait jouer le Docteur afin de se démarquer de Tom Baker. Un fan de la sitcom où il jouait,  All Creatures Great And Small, suggera que son personnage soit proche de Tristan Fanon, le personnage qu'il jouait dans cette série, avec du courage et de l'esprit. D'abord dubitatif sur cette idée, il décida de la faire sienne.
Sarah Sutton décida aussi de changer son vêtement pour quelque chose de plus pratique ceux qu'elle portait dans « The Keeper of Traken» et « Logopolis.» Il fut décidé que ce changement de vêtement serait expliqué dans  « Castrovalva.»

### Casting
- Stratford Johns (le Monarque) fut considéré à une époque comme un candidat potentiel pour devenir le 3e Docteur.

### Tournage
Le réalisateur engagé pour cet épisode fut John Black, qui avait réalisé  « The Keeper of Traken» la saison auparavant ainsi que le pilote de la série dérivé K-9 and Company. Réalisé en premier dans l'ordre de production de la saison, il marque le début de Peter Davison dans le rôle. Celui-ci eu dès le début de mauvais rapports avec Matthew Waterhouse.
Le tournage en studio débuta par une première session du 13 au 15 avril 1981 au studio 6 du Centre télévisuel de la BBC. Cette session se concentra sur les scènes à l'intérieur du TARDIS, dans la salle du Monarque et dans les quartiers du vaisseau, la bibliothèque et  la salle de chirurgie. La seconde session eu lieu du 28 au 30 avril au studio 6 et se concentrait sur les scènes se déroulant à l'intérieur du vaisseau, dans la salle florale, dans la salle du trône ainsi que les scènes dans la salle de spectacle. Le plan d'arrivé du vaisseau du Monarque est un hommage au film La Guerre des étoiles sorti 4 ans auparavant.

## Diffusion et Réception
| Épisode                                                                                            | Date de diffusion | Durée | Téléspectateurs en millions | Archives            |
| -------------------------------------------------------------------------------------------------- | ----------------- | ----- | --------------------------- | ------------------- |
| Épisode 1                                                                                          | 18 janvier 1982   | 23:36 | 8,4                         | Bandes couleurs PAL |
| Épisode 2                                                                                          | 19 janvier 1982   | 24:11 | 8,8                         | Bandes couleurs PAL |
| Épisode 3                                                                                          | 25 janvier 1982   | 24:09 | 8,8                         | Bandes couleurs PAL |
| Épisode 4                                                                                          | 26 janvier 1982   | 24:53 | 9,4                         | Bandes couleurs PAL |
| Diffusé en quatre parties du 18 janvier au 26 janvier 1982, l'épisode fit un bon score d'audience. |                   |       |                             |                     |

### Critiques
En 1995 dans le livre « Doctor Who : The Discontinuity Guide », Paul Cornell, Martin Day, et Keith Topping estiment que l'épisode est "un joyau négligé". Ils apprécient l'intelligence du scénario qui ne noie pas le spectateur sous un blabla technologique et le jeu d'acteur de Peter Davison et de  Stratford Johns. Les auteurs de « Doctor Who : The Television Companion » (1998) vantent la réalisation de cet épisode ainsi que la caractérisation du Monarque. Néanmoins, ils trouvent le scénario mal écrit malgré l'aspect sympathique qui s'en dégage .
En 2012, Patrick Mulkern de Radio Times juge l'épisode assez ennuyeux et estime qu'Adric est très mal écrit et très mal dirigé. Il trouve néanmoins les décors superbes et le moment de sortie dans l'espace très drôle.

## Novélisation
L'épisode fut romancé par Terrance Dicks et publié en avril 1983. Le roman porte le numéro 77 de la collection Doctor Who des éditions Target Books. Ce roman n'a jamais connu de traduction à ce jour.

## Éditions commerciales
L'épisode n'a jamais été édité en français, mais a connu plusieurs éditions au Royaume-Uni et dans les pays anglophones.
- L'épisode est sorti en VHS en septembre 2001.
- L'épisode fut édité en DVD le 15 septembre 2008. L'édition contient les commentaires audios de Peter Davison, Matthew Waterhouse, Sarah Sutton, Janet Fielding et du réalisateur  John Black, un enregistrement des premiers jours en studio de Peter Davison, une interview d'époque et d'autres bonus. L'épisode fut réédité en janvier 2013 dans le cadre des Doctor Who Files.